# Sky Switzerland
Sky Switzerland est une entreprise suisse de média et contenus audiovisuels basée à Neuchâtel, fournissant du contenu en service par contournement (OTT) de télévision payante et de vidéo à la demande accessible par streaming en Suisse.

## Histoire
En mai 2017, Sky Deutschland rachète le service de streaming romand HollyStar après 11 mois de tractations. Dès août 2017, Sky Switzerland propose le contenu de Sky Deutschland via Sky Sports.
En 2018, le service lance Sky Show en OTT afin de positionner une offre concurrente à Netflix.

Sky Sport
Sky Show
Sky Store

## Sky Sport
Sky Deutschland annonce sa volonté de lancer Sky Sport Germany en Suisse en service par contournement le 17 août 2017.
Le 18 septembre 2018, il est annoncé un partenariat entre Sky Switzerland et MySports de Sunrise, MySports détenant les droits d'un nombre important de compétitions nationales et notamment les droits de diffusion de matchs du championnat de Suisse de hockey sur glace. En supplément, toutes les chaînes MySports peuvent alors être streamées sur Sky Switzerland.

## Sky Show
En mars 2018, le service lance Sky Show en tant que service concurrent de Netflix avec un catalogue composé des programmes populaires doublés et en version originale de Sky.
En 2021, Sky Show diffuse sur sa plateforme la série Tschugger, co-produite avec la SRF. Une seconde saison est ensuite co-produite et diffusée aussi en avant-première sur Sky Show dès septembre 2022.

### Chaînes
Le service permet de regarder en ligne les chaînes Sky reprenant principalement le contenu de HBO mais aussi les chaînes suivantes:
- Sky One (German TV channel) (en)
- Sky Atlantic (German TV channel) (en)
- Sky Krimi (en)
- Sky Crime
- Sky Comedy
- Sky Cinema (German TV channel) (en)
- Sky Documentaries
- Sky Nature
- Sky Showcase
- WB Serie TV
- WB Comedy TV
- Syfy
- 13th Street
- Universal TV
- E!
- Crime & Investigation
- History
- Discovery HD
- National Geographic
- National Geographic Wild
- WB Film TV
- Cartoon Network
- Boomerang
- Nick Jr.
- Junior
- KiKA
- Super RTL HD

## Sky Store
Le 3 décembre 2018, le service de vidéo à la demande Sky Store est lancé en Suisse. Contrairement à Sky Show, qui est un service payant par abonnement, il est possible d'acheter des épisodes ou des séries seules sur Sky Store.